# UTF-7
UTF-7（ユーティーエフなな、ユーティーエフセブン）はISO/IEC 10646(UCS)とUnicodeで使える7ビット符号単位の文字符号化形式及び文字符号化スキーム。
7ビットでしか送信できない制限があるプロトコル上のメールやニュースなどの環境で、その体系上でUnicodeのメールを送信可能にするために作られた規格である。
現在では正しく実装されていないアプリケーション上でセキュリティー上の脆弱性を発生させることがあることから、あまり使われなくなっている。
IMAP4では、UTF-7を変更した規格である修正UTF-7の規格があり、この規格は2010年代現在においては頻繁に使用される。

## 機能
- 62個のアルファベットと9個の記号（' ( ) , - . / : ?）はそのまま表記する。
- それ以外の文字はUTF-16のビッグエンディアンで符号化し、修正BASE64で符号化する。修正BASE64とは=を入れないBASE64エンコーディング形式である。
- BASE64の文字の前に「+」後ろに「-」を置く。
- 「+」の文字自体は「+-」で表現する。

## 例
- 「Hello, World!」は「Hello, World!」とそのまま表記できる。
- 「1 + 1 = 2」は「1 +- 1 = 2」になる（「+」は「+-」になる）。
- 「£1」は「+AKM-1」になる。ポンド記号はU+00A3はBase64で表記する。あまった2ビットは0で埋められる。

| Hex digit      | 0 | 0 | 0 | 0 | 0 | 0 | 0  | 0  | A  | A  | A  | A  | 3  | 3  | 3  | 3  |    |    |
| Bit pattern    | 0 | 0 | 0 | 0 | 0 | 0 | 0  | 0  | 1  | 0  | 1  | 0  | 0  | 0  | 1  | 1  | 0  | 0  |
| Index          | 0 | 0 | 0 | 0 | 0 | 0 | 10 | 10 | 10 | 10 | 10 | 10 | 12 | 12 | 12 | 12 | 12 | 12 |
| Base64-Encoded | A | A | A | A | A | A | K  | K  | K  | K  | K  | K  | M  | M  | M  | M  | M  | M  |

## 変換方法

### エンコード
「£†」（U+00A3 U+2020）の場合 
| £ ≡ 0x00A3                                | 0000 0000 1010 0011                       | UTF-16BEによる文字コードのビット表記 |
| †≡ 0x2020                                 | 0010 0000 0010 0000                       | UTF-16BEによる文字コードのビット表記 |
| £†                                        | 0000000010100011 0010000000100000         | 文字列「£†」のビット表記(順に連結)   |
| 0000000010100011 0010000000100000         | 000000 001010 001100 100000 001000 00     | 上位から6ビット毎の区切りで分割      |
| 000000 001010 001100 100000 001000 00     | 000000 001010 001100 100000 001000 000000 | 最下位も6ビットになる様に0で埋める   |
| 000000 001010 001100 100000 001000 000000 | AKMgIA                                    | base64の変換表に従いエンコード       |

### デコード
| AKMgIA                                    | 000000 001010 001100 100000 001000 000000 | base64の変換表に従いデコード               |
| 000000 001010 001100 100000 001000 000000 | 0000000010100011 0010000000100000 0000    | 上位から16ビット毎の区切りで分割           |
| 0000000010100011 0010000000100000 0000    | 0000000010100011 0010000000100000         | 最下位の0が連続するビット列は削除          |
| 0000 0000 1010 0011                       | 0x00A3 ≡ £                                | 16ビット毎にUTF-16BEの文字コードとして解釈 |
| 0010 0000 0010 0000                       | 0x2020 ≡†                                 | 16ビット毎にUTF-16BEの文字コードとして解釈 |
| 0000000010100011 0010000000100000         | £†                                        | デコード結果                               |

## 修正UTF-7
修正UTF-7（Modified UTF-7）はIMAP4で多言語のフォルダ名（ディレクトリ名）を使用するために用いられる規格である。
- 「&」以外の印字可能なUS-ASCII文字は必ずそのまま表記する。
- それ以外の文字はUTF-16のビッグエンディアンで符号化し、修正BASE64で符号化する。
- BASE64の文字の前に「&」後ろに「-」を置く。
- 「&」の文字自体は「&-」で表現する。

この規格は、メールの一般的な利用における、下記のような背景を考慮して導入された。
1. UTF-7 は、シフトするために文字 "+" を用いる; これは、メールボックス名やUSENETニュースグループ名での "+" のありふれた使用と衝突する。
2. UTF-7 の符号化は、文字 "/" を用いる BASE64である; これは、一般的な階層区切りとしての "/" の使用と衝突する。
3. UTF-7 は、符号化されない "\" の使用を禁じている; これは、一般的な階層区切りとしての "\" の使用と衝突する。
4. UTF-7 は、符号化されない "~" の使用を禁じている; これは、いくつかのサーバでホームディレクトリを示すものとしての "~" の使用と衝突する。
5. UTF-7 は、同じ文字列を表現するための、複数の別の形式を許している; 特に、印字可能な US-ASCII 文字が符号化形式で表現され得る。

すなわち修正UTF-7では、電子メールやフォルダ名一般における頻出文字を修正BASE64変換せず、
概ね平文のまま読むことが可能になる。